# Paul Tafforeau
Paul Tafforeau (* 1977) ist ein französischer Paläontologe.
Tafforeau verbrachte seine Kindheit in der Normandie. Bereits früh interessierte er sich für Fossilien.
Für seine Doktorarbeit beschäftigte er sich an der European Synchrotron Radiation Facility mit Zähnen von Primaten. Er war der Erste, der dazu Synchrotronstrahlung zur computertomografischen Untersuchung fossiler Primatenzähne einsetzte. Im Laufe dieser Experimente wurden auch viele andere Fossilien untersucht. Nach seiner Promotion kehrte er als ständiger Mitarbeiter ans ESRF zurück und beschäftigte sich insbesondere mit der Zahnentwicklung von Primaten und Menschen. Dabei wurden jedoch auch optimierte Methoden zur zerstörungsfreien Untersuchung von in Gestein eingeschlossenen Fossilien entwickelt. Wegen der dabei erzielten Erfolge ist der Bereich Paläontologie heute ein wichtiger Bereich bei der ESRF.
2006 erhielt er als bisher jüngster Preisträger den Young Scientist Award der ESRF.
2008 begann eine Forschungsgruppe um Tafforeau und die Paläontologin Malvina Lak von der Universität Rennes 100 Millionen Jahre alten undurchsichtigen Bernstein mit Synchrotronstrahlung zu untersuchen. Sie fanden darin 356 Einschlüsse. Die Ergebnisse wurden weit über die Fachwelt hinaus bekannt, da die entstandenen Bilder und originalgetreuen Modelle von Insekten in mehreren populärwissenschaftlichen Medien, so National Geographic, Spiegel Online oder Zeit Online veröffentlicht wurden.
Die publizierten Ergebnisse regten weitere Forschungen mit dieser Methode an.